# Abe Vigoda
Abe Vigoda, właśc. Abraham Charles Vigoda (ur. 24 lutego 1921 w Nowym Jorku, zm. 26 stycznia 2016 w Woodland Park) – amerykański aktor filmowy i telewizyjny, syn żydowskich emigrantów z Rosji.
Największą popularność przyniosła mu rola Sala Tessio w filmie Francisa Forda Coppoli Ojciec chrzestny z 1972 i jego kontynuacji z 1974 pt. Ojciec chrzestny II. W późniejszych latach zagrał kilka charakterystycznych ról drugoplanowych. Pojawił się także w wielu serialach telewizyjnych.
W 2010 wystąpił z aktorką Betty White w reklamie Snickersa.
Zmarł we śnie w domu swojej córki w stanie New Jersey. Odszedł na miesiąc przed 95. urodzinami. Jego pogrzeb odbył się 31 stycznia 2016 na Riverside Memorial Chapel w nowojorskiej dzielnicy Upper West Side.

## Filmografia
Role filmowe:

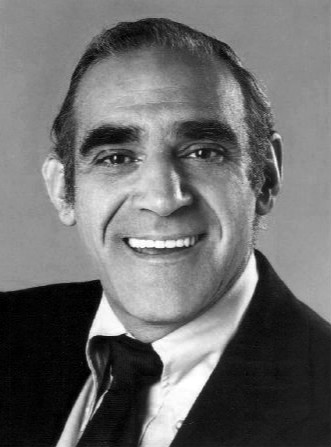
Abe Vigoda w 1975

- Trzy pokoje na Manhattanie (1965) jako kelner
- Ojciec chrzestny (1972) jako Sal Tessio
- Ojciec chrzestny nie żyje (1973) jako Don Talusso
- Ojciec chrzestny II (1974) jako Sal Tessio
- Tani detektyw (1978) jako sierżant Rizzuto
- Wyścig armatniej kuli II (1984) jako Caesar
- Substancja (1985) jako człowiek w reklamie
- Renifer Świętego Mikołaja (1989) jako Orel Benton
- I kto to mówi (1989) jako dziadek
- Joe kontra wulkan (1990) jako wódz Waponi
- Małolat (1994) jako dziadek z Alaski
- Sugar Hill (1994) jako Gus Molino
- Sędzia kalosz (1995) jako sędzia Powell
- Operacja „Hamburger” (1997) jako Otis
- Przeciwko mafii (1998) jako Paul Castellano
- Z miłości do... (1999) jako Arty
- Skok życia (2003) jako Angelo Giancarlo

Występy w serialach telewizyjnych:
- Kojak (1973-78) jako Norman Kilty (gościnnie)
- Statek miłości (1977–1986) jako Charlie Fletcher (gościnnie)
- Wyspa Fantazji (1978–1984) jako Sid Gordon (gościnnie)
- Santa Barbara (1984–1993) jako Lyle DeFranco (odcinki z 1989)
- MacGyver (1985–1992) jako Bill Cody (gościnnie)
- Skrzydła (1990–1997) jako Harry (gościnnie)
- Prawo i porządek (1990−2010) jako detektyw Landis (gościnnie)
- Szaleję za tobą (1992–1999) jako Kalman (gościnnie)
- Diagnoza morderstwo (1993–2001) jako Albert Bartell (gościnnie)
- Dotyk anioła (1994−2003) jako recepcjonista (gościnnie)